# Фредерик Рейнс
Фредерик Рейнс (на английски: Frederick Reines) е американски физик, работил в областта на физиката на елементарните частици.
Доказва експериментално съществуването на частицата неутрино в сътрудничество с починалия през 1974 г. Клайд Кауън, за което през 1995 г. получава Нобелова награда за физика. Същата година наградата е поделена с Мартин Люис Пърл за неговото откритие на тау-лептона.